# Teatro Rossini (Pesaro)
Pour les articles homonymes, voir Teatro Rossini.
Le Teatro Rossini est un opéra situé à Pesaro, en Italie. Il doit son nom au compositeur Gioacchino Rossini, né dans cette ville. Il sert de siège au Rossini Opera Festival.

## Historique
Construit sous le nom de Teatro Nuovo (sur le site d'un Teatro del Sole de 1637), il a été inauguré le 10 juin 1818 avec La gazza ladra (La Pie voleuse) de Rossini. Il comporte 860 places assises. Le théâtre prend le nom de Rossini en 1854. Un tremblement de terre en 1930 impose d'importantes restructurations. Il rouvre en août 1934 avec Guglielmo Tell. En 1966 cependant, des craquelures dans les murs imposent sa fermeture pendant quatorze ans. Il rouvre le 6 avril 1980, la première année du tout nouveau Festival d'opéra Rossini.